# NGC 2267
NGC 2267 est une galaxie lenticulaire située dans la constellation du Grand Chien. NGC 2267 a été découverte par l'astronome britannique John Herschel en 1836.

## Caractéristiques
Sa vitesse par rapport au fond diffus cosmologique est de 1 687 ± 21 km/s, ce qui correspond à une distance de Hubble de 24,9 ± 1,8 Mpc (∼81,2 millions d'al).